# Dutch International Youth Regatta
De Dutch International Youth Regatta, beter bekend als de DIYR [dɑiʏr], is een jaarlijkse roeiwedstrijd voor junioren en fungeert tevens als afsluiter van het wedstrijdseizoen voor deze leeftijdscategorie. De wedstrijd bestaat sinds 2021 en heeft als doelstelling om alle roeiers onder de 19 jaar uit Nederland en de omringende landen een leuke en competitieve ervaring te bieden op hun eigen niveau. Hoewel het een roeiwedstrijd is noemen ze het zelf een festival en roeiwedstrijd in één.

## Geschiedenis
Op initiatief van Koos van Haasteren, Matthijs Jaspersen en Willem Stohr, hoofdcoach van de junioren bij Willem III, ontstond de Dutch International Youth Regatta. Stohr is ook betrokken geweest bij andere ontwikkelingen op het gebied van junioren bij de roeibond, zoals het Junioren Instroom Klassement (JIK) en Junioren Ontwikkel Klassement (JOK).
De eerste editie van de Dutch International Youth Regatta stond gepland voor juli 2020, maar vanwege de COVID-19-pandemie kon deze niet doorgaan. De eerste editie die wel plaatsvond, vond plaats op 4 en 5 juli 2021 op de Bosbaan in Amstelveen. Sindsdien is de wedstrijd elk jaar gehouden.

## Ontvangst in de roeiwereld
De Dutch International Youth Regatta is vanaf de eerste editie in 2021 een groot succes gebleken. In verscheidene roeigerelateerde media verschenen dan ook artikelen over de wedstrijd, zoals in NLRoei.

## Organisatie
De wedstrijd wordt georganiseerd door Stichting RoeiTalentOntwikkeling Nederland (R-TON). Deze stichting is in 2019 opgericht als rechtspersoon achter de DIYR. Stichting R-TON is opgericht met steun van verscheidene Nederlandse roeiverenigingen: de Amstel, Die Leythe, de Maas, MWC, RIC, het Spaarne, Viking en Willem III. De doelstelling van de stichting is het promoten en het behartigen van de belangen van de Nederlandse roeisport ten behoeve van de ontwikkeling van het junioren-roeien en de bevordering van roeiplezier in de leeftijdscategorie tot 19 jaar.
De stichting heeft geen winstoogmerk. De financiering van de activiteiten komt hoofdzakelijk tot stand door subsidies, donaties, legaten, sponsoring, inschrijfgelden en verkoop van DIYR souvenirs. Beheerskosten worden laag gehouden doordat R-TON geen personeelsleden of zzp-ers in dienst heeft, draait op vrijwilligers en onbezoldigde bestuurders. De stichting betaalt geen vacatievergoedingen aan bestuurders en beleidsbepalers publiceert jaarlijks haar betaalde onkostenvergoedingen. De wedstrijd wordt georganiseerd met een team van ervaren wedstrijd- en evenement-organisatoren en steun van KNRB, ARB, Stichting Roeien als Topsport, diverse sponsoren, coaches en bestuurders van roeiverenigingen en vrijwilligers.